# Torres São Rafael/São Gabriel

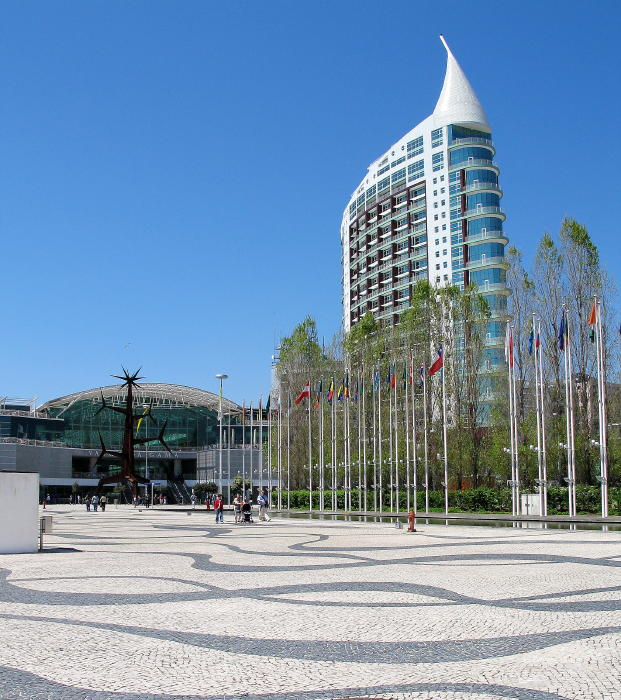
Torre São Rafael

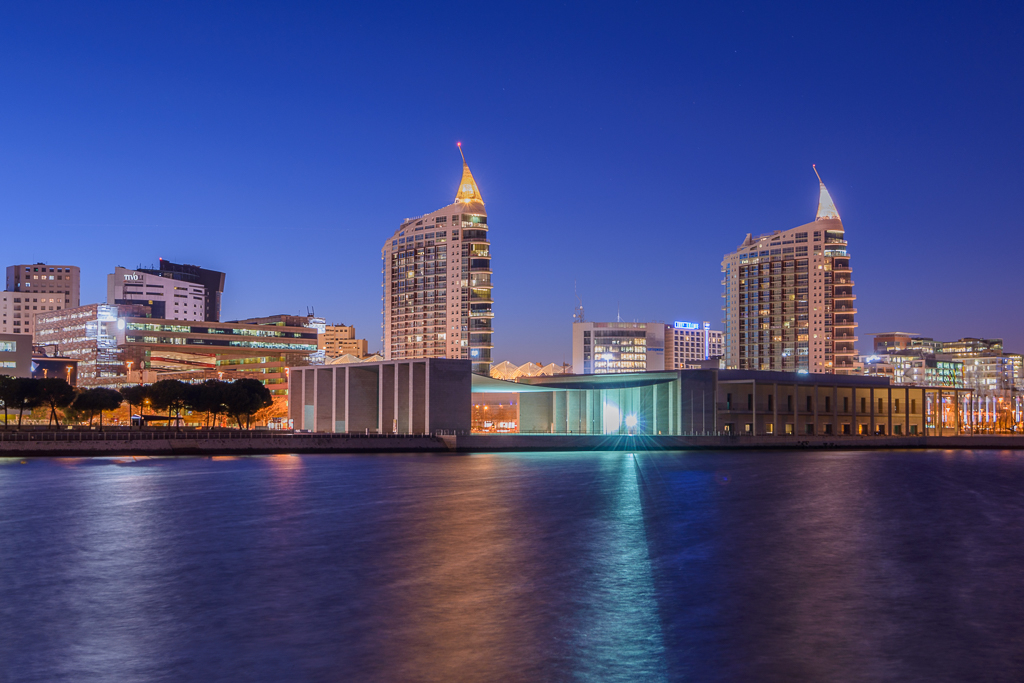
Parque das Nações

As Torres São Rafael e São Gabriel são dois edifícios emblemáticos, de habitação, situados em Lisboa; Portugal, no Parque das Nações (local da Exposição Mundial de 1998), da autoria do arquitecto José Quintela.
Ambas com 110 metros de altura, foram os edifícios habitacionais mais altos do país, tornando-se num ícone do skyline lisboeta.
A sua inspiração prende-se com as caravelas utilizadas pelos portugueses na época dos descobrimentos, aludindo à história do país, mantendo-se em linha com a ideologia do local onde se encontram edificadas, resultando na simplicidade e elegância da proa de um barco apontado em direcção do rio.
Constituídas por apartamentos de tipologias T1 a T4 duplex, distribuídos por 25 andares, com vista sob o Rio Tejo, sob o Parque das Nações e sob a cidade, foram os prédios residenciais mais caros do distrito de Lisboa (preço/m2) durante alguns anos devido à sua construção marcante, acabando por perder a liderança devido à idade, controversias em que estiveram envolvidas e problemas de acabamentos nos apartamentos, bem como estruturais.
A sua construção conta com uma estrutura anti-sísmica mista em aço e betão, constituída por pavimentos. A partir do “casco”, em betão armado e betão armado pré-esforçado por núcleos, ao nível do 1º andar, a construção desenvolve-se por painéis feitos à base de resinas fenólicas e aglomerados até ao topo da torre. As fachadas contam com paredes de alvenaria dupla com caixa de ar para isolamento térmico-acústico e com acabamento a Granito flamejado, painéis tipo Alucobond e revestimento a vidro de temperado de 6mm, criando uma imagem leve e moderna.
A obra esteve a cargo da empresa Construlink, a par com outras empresas especializadas nos acabamentos pretendidos para a obra. A comercialização e mediação original dos apartamentos esteve sob a alçada da Imobiliária Consultan.

A Torre São Gabriel foi a primeira a ser construída, em 2000, e a Torre São Rafael, em 2004.

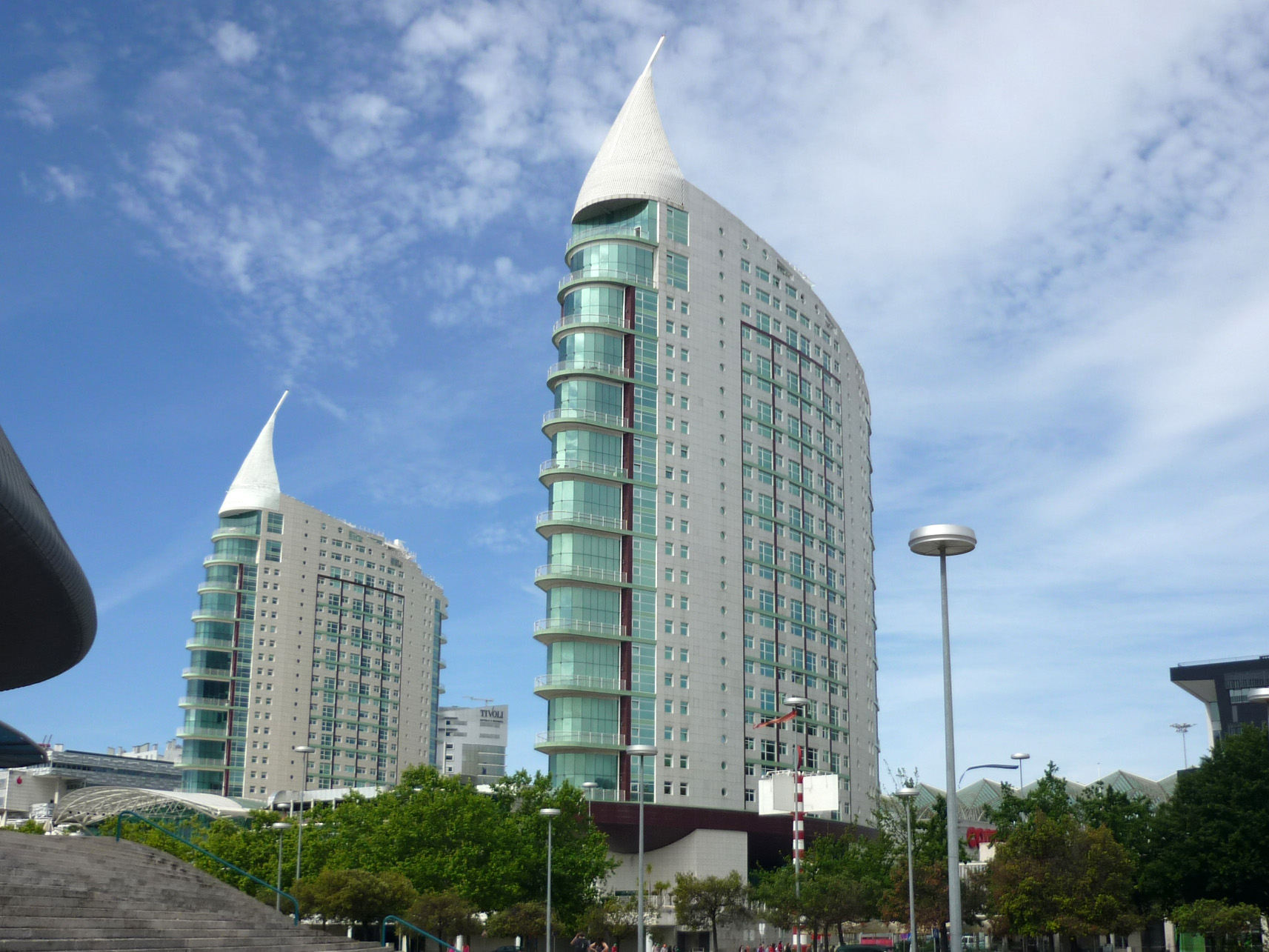
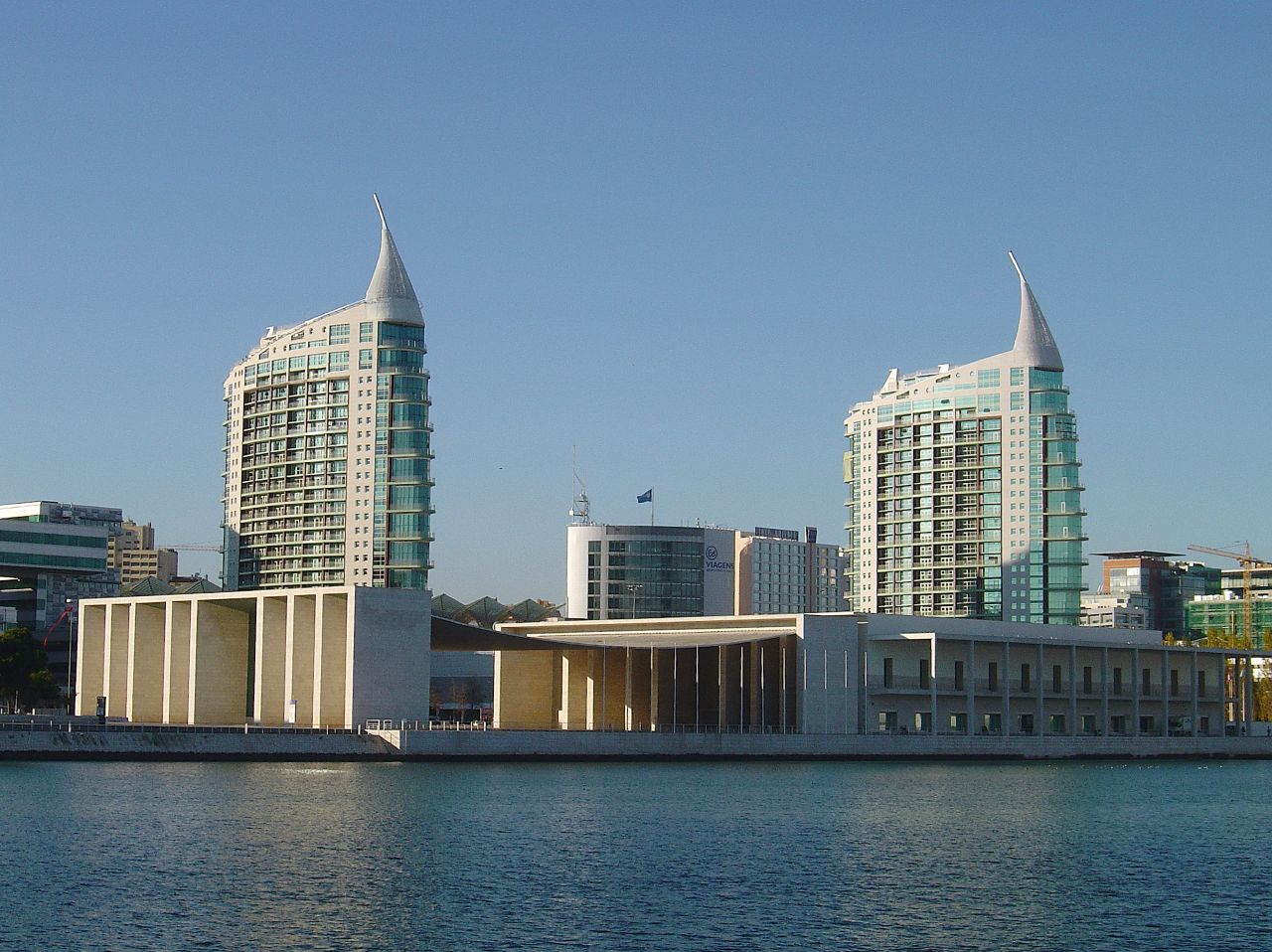
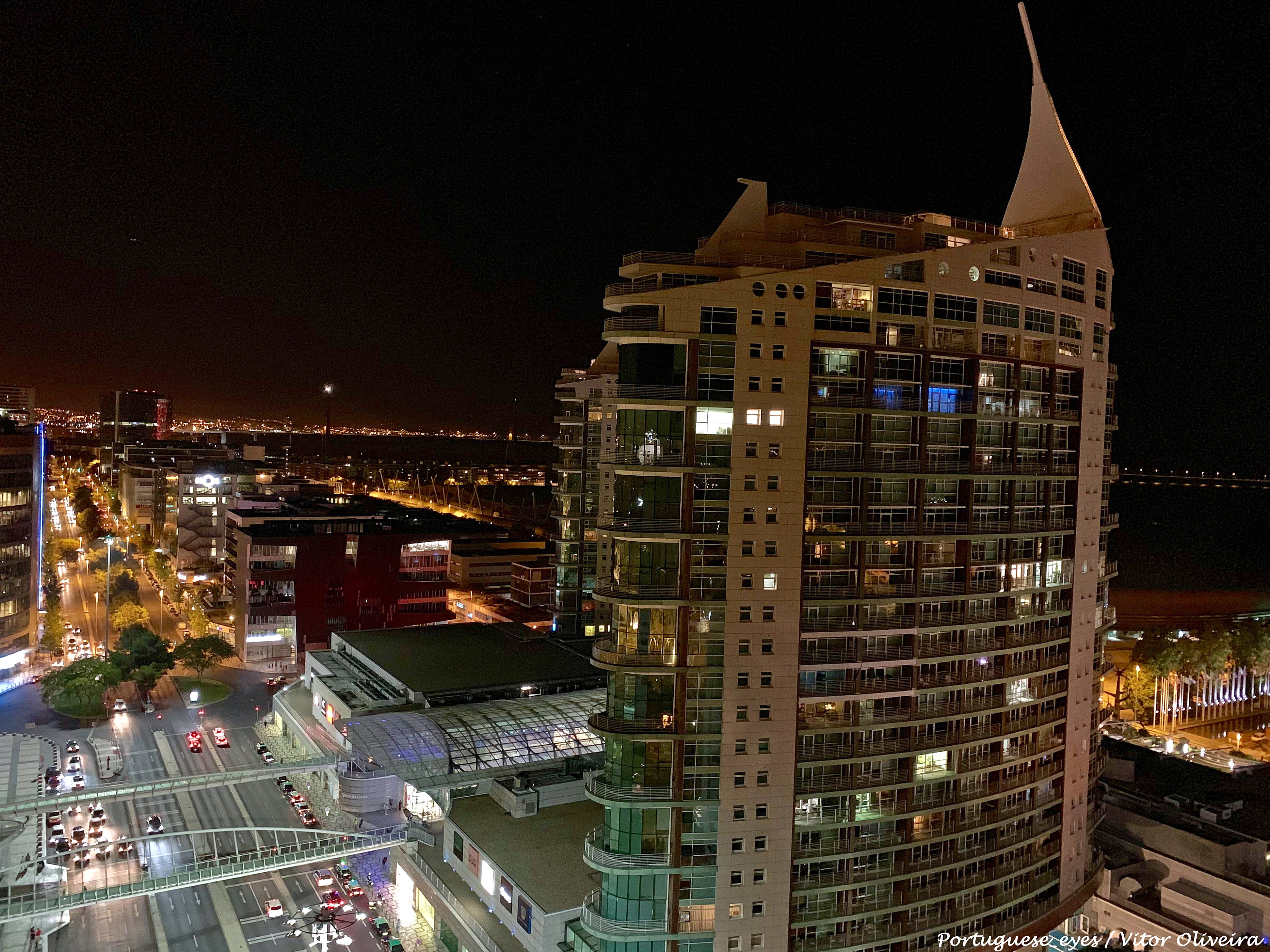